# آسیاب سیمان

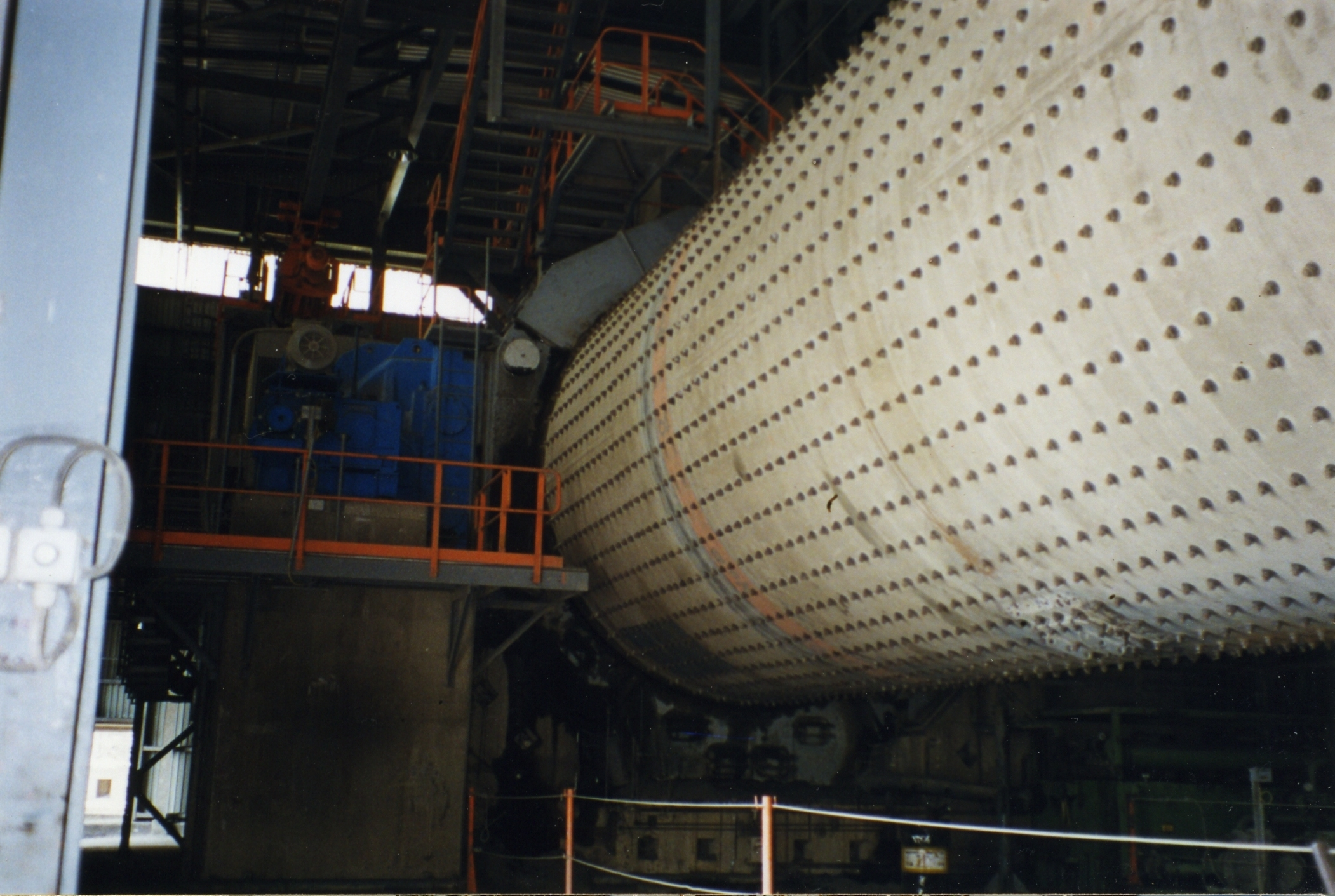
کارخانه سیمان ۱۰ مگاواتی با تولید ۲۷۰ تن در ساعت

آسیاب سیمان، تجهیزاتی است که برای خرد کردن کلینکر سخت و کلوخه‌ای حاصل از کوره پخت سیمان برای تبدیل به پودر خاکستری سیمان استفاده می‌شود. بیشتر سیمان در حال حاضر در آسیاب گلوله‌ای و همچنین آسیاب غلتکی عمودی است که از آسیاب های گلوله‌ای موثرتر است، به‌دست می‌آید. 

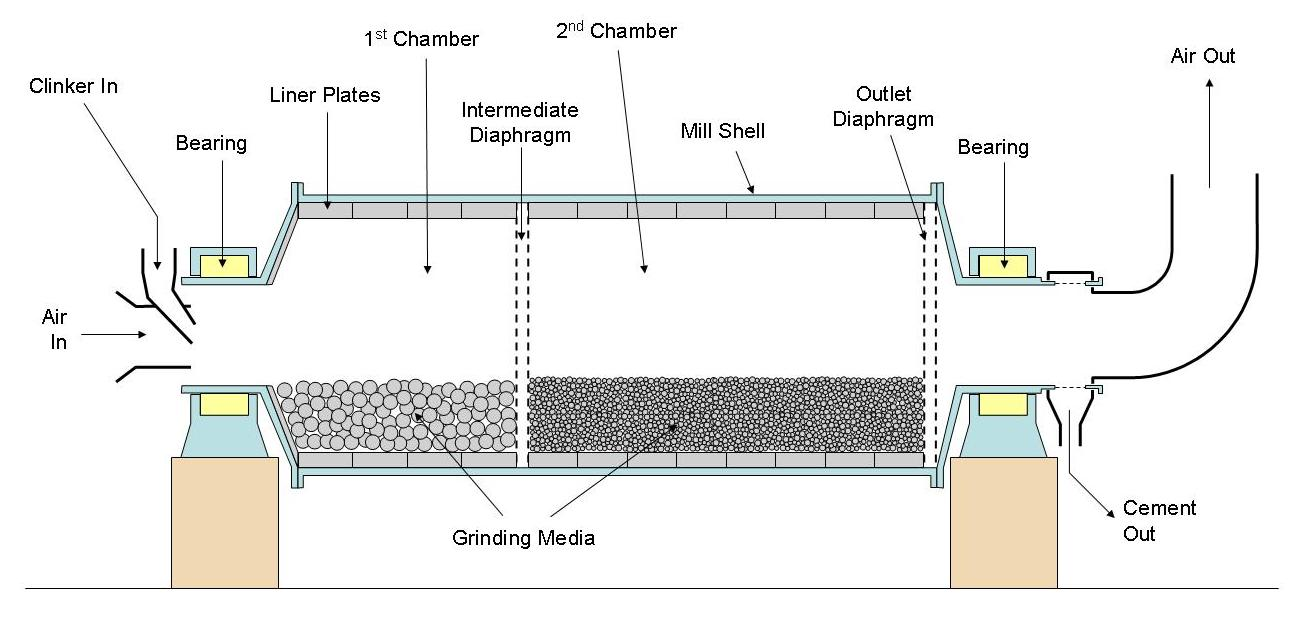

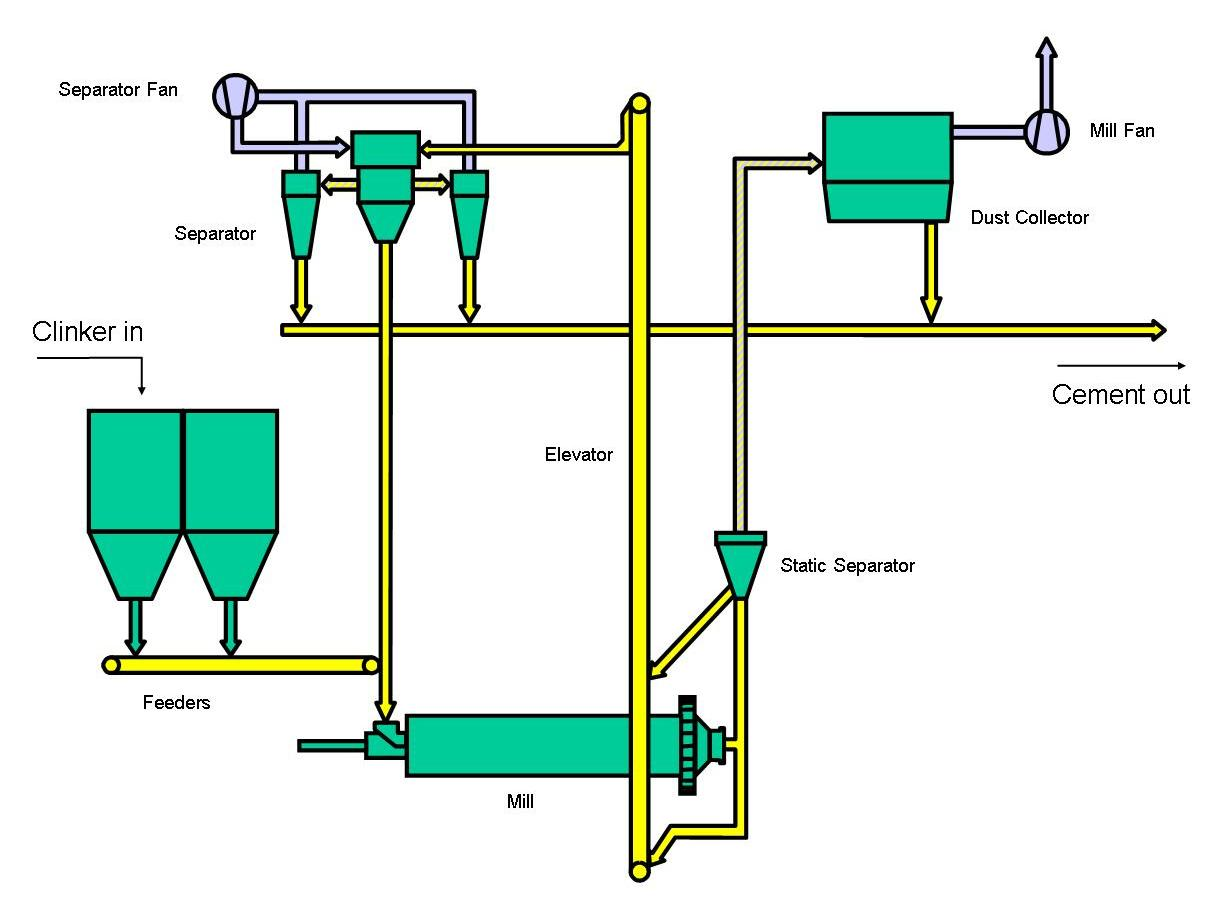